# K3 (série de televisão)
K3 é uma série de televisão franco-belga desenvolvida por Alan Gilbey e Jan Van Rijsselberge, realizada por Eric Cazes, e produzida pelos estúdios Studio 100 Animation, Studio 100 e Toon Factory em 2015, com base nas personagens criadas por Gert Verhulst e Hans Bourlon. A série foi inspirada no grupo musical belga-holandês K3. Para a série holandesa, os nomes das cantoras também foram substituídos pelos dos integrantes do K3: Hanne, Klaasje e Marthe. E foram de fato Hanne Verbruggen, Klaasje Meijer e Marthe De Pillecyn quem deram as vozes.

## Elenco
- Mélanie Dermont como Kylie
- Aurore Delplace como Kate
- Claire Beugnies como Kim
- Martin Spinhayer como X
- Nathalie Homs como Maxime